# Cartoixa de Porta Coeli
La Cartoixa de Porta Coeli, Portacoeli o Portaceli (porta del cel en llatí) és un monestir cartoixà fundat el 1272 a la vall de Lullén, al terme municipal de Serra (Camp de Túria, País Valencià). És l'única que segueix habitada de totes les que es fundaren a l'antic Regne de València.

## Història
La seua fundació se situa entre el 1272 i el 1274. Es deu a la iniciativa d'Andreu d'Albalat, dominicà i tercer bisbe de la diòcesi de València - i qui col·locà la primera pedra aquell any -, a més de confident del rei Jaume I i ambaixador, canceller i agent de la corona a Roma. El nou monestir s'ubicaria a la vall de Lullén (on hi havia tres poblats de moros, que passarien a ser propietat de la cartoixa), prop de València i Sogorb, al peu de les Penyes Altes i Rebalsadors, dins la Serra Calderona, i dins l'extensa rectoria de Llíria.
Als mesos centrals de 1272 Arnau de Romaní va vendre Beniparrell al monestir de Santa Maria de Portaceli erigit oficialment en novembre d’aquell any. Fins al moment, als dominis eclesiàstics de la Corona d’Aragó tan sols s'havia fundat un monestir de monjos cartoixans, establit a la diòcesi tarraconense, al vessant del Montsant, i que es denominava «scala Dei» pel passatge del llibre del Gènesi en què Jacob somiava amb una escala que portava al cel, la nova implantació a terres valencianes agafaria el nom de les paraules del mateix personatge en despertar: «Non est hic nisi domus Dei et porta coeli».
La primera comunitat vindrà d'Escaladei, dos monjos i sis conversos. Aquests en un principi s'hauran de sustentar amb els productes que donen els terrenys del priorat (que tenia 28 quilòmetres quadrats). Poc després de la fundació, Albalat farà una donació de pes, en donar a Porta Coeli la rectoria de la vila de Llíria, amb dret a percepció de les primícies de tot el territori.
Durant cinquanta anys (fins a 1325 aproximadament), Porta Coeli viurà moments difícils. Això és gràcies a la crisi del sistema feudal i a la decadència del monaquisme hispà. A més la cartoixa mantindrà un plet contra Sancha Ferrandis, que es considera hereva legítima dels terrenys on se situa Porta Coeli. El conflicte es resol gràcies al bisbe Ramon Despont: Na Sancha es considerarà fundadora del monestir i a la seua mort se soterrarà a l'església principal.
Els religiosos empraran com a primer habitatge edificacions de moriscs (subsisteix la torre de Sant Joan, però resta oculta), construint un petit claustre, cel·les, una església petita dedicada a Sant Joan Baptista i altres dependències (forn, graner, magatzem i taller). Aquestes primeres construccions són pobres i petites, ja que el monestir encara tenia poc recursos, i posteriorment es destinarien a l'àmbit dels conversos.
Les condicions econòmiques de Porta Coeli milloraran gràcies a Margarida de Llúria, filla de l'almirall Roger de Llúria. El 1325 farà importants donacions, que permetran iniciar un segon període constructiu (construint-se l'església conventual, el primer claustret i el claustre gran), del qual queda molt poc, ja que els pocs recursos econòmics se sumaven a les dificultats del transport dels materials a un lloc tan accidentat.
A partir de la segona meitat del segle xiv la situació empitjora, és el principi de la "gran depressió", amb guerres i pesta. La Guerra de la Unió i després la Guerra dels dos Peres (1356-1365); la segona afectarà de ple al monestir: Portaceli serà saquejada sovint per estar situada en la zona de trànsit que utilitzaven les tropes castellanes per arribar des d'Aragó fins a la ciutat de València. En 1364 el monestir serà saquejat fins a reduir-se a la misèria, i només subsistirà gràcies a l'ajuda de les cartoixes catalanes. A això s'ha de sumar la pesta, que infestà el monestir, deixant pocs sacerdots vius.
Ja a l'últim terç del segle xiv la cartoixa es recupera per les donacions i llegats dels nobles, arribant Portacoeli a una situació de folgança econòmica. Aquests beneficis s'invertiran en la compra de censals per a poder gaudir d'una renda fixa anual. És un període en el qual l'Orde cartoixà té un gran prestigi comparat amb la deterioració moral d'altres ordes. Fruit d'açò seran les diverses fundacions cartoixanes als regnes hispànics, arribant a vuit. Porta Coeli intervindrà en la fundació de Valldecrist (Alt Palància, 1385), de Valldemossa (Mallorca, 1399) i de Santa María de las Cuevas el 1400 a Sevilla.
Aquest prestigi creixent arriba al cènit quan Bonifaci Ferrer i Francesc d'Aranda prenen l'hàbit cartoixà. Bonifaci ja era famós per ser jurista, i passarà després a ser prior de Portacoeli i general de tot l'Orde cartoixà. Només ingressar, mana construir la Capella de la Santa Creu - el seu retaule és conservat al Museu de Belles Arts de València. Ferrer i Aranda, junt al jove Francesc Maresme - que també serà prior i general de l'Orde -, estaran implicats en els assumptes més significatius del moment. Un d'aquests problemes, i el més greu, és el Cisma d'Occident. Un dels dos papes, Benet XIII atraurà a la seua causa a Bonifaci, al seu germà Vicent i a Francesc d'Aranda. Maresme també s'inclinarà per aquest papa, però les seues accions aniran destinades a l'extinció del cisma dins de l'Orde cartoixà. L'altre gran problema és el Compromís de Casp, on dos compromissaris de cada regne elegiran el nou rei de la Corona d'Aragó; els dos del Regne de València seran Bonifaci Ferrer i Francesc d'Aranda.
A prop de la cartoixa, en una cavitat que se situa en la muntanya de la Pedrera o Rodeno de Santa Agnès, va estar vivint Inés Pedrós Alpicat, més coneguda com a "Agnés de Montcada", que després de ser expulsada del convent en descobrir la seva condició de dona, es va quedar com a anacoreta en els voltants de la cartoixa, portant durant els següents 20 anys, fins a 1428 en què va morir, una vida d'oració i soletat.
Bonifaci Ferrer escrigué nombrosos opuscles i obres a la seua cel·la de Portaceli (retir que era compatible amb els seus càrrecs i missions fora de la cartoixa), destacant De Schismate Pisano, apologia de Benet XIII, i sobretot la Bíblia Valenciana. és una de les poques traduccions de la Vulgata a una llengua romànica, Bonifaci l'escrigué amb la col·laboració d'alguns monjos doctes entre 1396 i 1402. El manuscrit de la Bíblia s'imprimirà en 1477-78, però els exemplars desapareixeran al llarg del segle següent, i avui en dia només se'n conserven dos fulls a la Hispanic Society of America de Nova York.
Però a més de la tasca política i espiritual, Francesc d'Aranda va fer aportacions econòmiques, que junt amb les concessions de Papa Luna permeteren emprendre una sèrie de grans empreses constructores. Del primer quart del segle xv es conserven el celler i l'aqüeducte, construït entre 1412 i 1419, salvant un desnivell de 17 metres amb una llargària de més de dos-cents.
Junt a la prosperitat material ve l'espiritual, la comunitat augmenta fins a 22 monjos professos, 10 frares conversos i 3 donats. Inclús es fa una nova fundació, la Annunciata de Porta Coeli, prop de la ciutat de València, però que només durarà tres anys.
L'últim quart del segle xv gràcies a una donació de Beatriu Cornell i Pròxita, es reedifica de nova planta el claustret el 1478. L'església també és es remodela, prolongant-se la nau i cobrint-se amb volta de creueria. Es conserva una obra excelsa de mitjans de segle, el retaule de Sant Martí, de Gonçal Peris, custodiada al Museu de Belles Arts.

### Edat Moderna

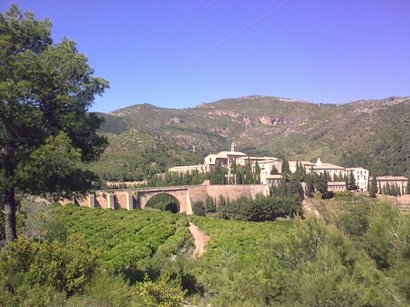
Vista general de la cartoixa

Durant el regnat dels Reis Catòlics, Portaceli s'incorporarà als nous temps amb l'intent de segregació de les cartoixes espanyoles de l'obediència del prior general, seguint la política regalista dels reis; i adaptant el nou llenguatge artístic del Renaixement. La segregació no s'aconsegueix, però el renaixement entra amb força amb la capella de Tots Sants, lloc de soterrament de la família Artés. Encara que la família la sosté econòmicament, la paternitat mental és del prior Albert Claramunt, i les despeses de construcció són a càrrec de la cartoixa.
Durant tot el segle xvi el problema més preocupant per als monjos és el del moriscos. Carles I i Felip II forçaren la seua conversió al cristianisme, a causa de possibles revoltes i com les muntanyes que envolten la cartoixa són propícies per a amagar-se i organitzar insurreccions, es construïren murs defensius i es protegí la pau monàstica amb una colla de mercenaris armats.
Felip II aconseguirà el 1577 la constitució de la primera Confederació independent de cartoixes espanyoles, però només durà uns mesos.
Uns anys després es construeix el claustre renaixentista del Cementeri, l'arquitecte és Guillem del Rei. Aquest claustre serveix per donar pas a la majoria de les cel·les i algunes dependències comunitàries.
Durant aquest segle Portaceli viurà un moment d'esplendor pel que fa a la cultura eclesiàstica. La majoria de les obres dels monjos de Portaceli han desaparegut i les exemplars vides d'altres han quedat ocultes entre les parets de les cel·les. És el cas de Joan Bellot, que fou prior diverses voltes de Portaceli i de Valldecrist, comissionat per a la fundació d'una nova cartoixa a Lisboa, amic de Lluís Bertran i Nicolau Factor. Un altre monjo important va ser Miquel de Vera, qui va escriure algunes obres en llatí i traduí al castellà la Summa de la perfección Cristiana de Lanspergi, impresa a València el 1600. També Esteve Salazar, monjo que professà a Portaceli quan estava al servei de Joan de Ribera, deixà escrit Discursos sobre el credo (obra didàctica sobre la fe catòlica i doctrina cristiana) i Comentarii in quinque libros mosaicos (aquesta dedicada a l'arquebisbe Ribera). Andreu Capella, jesuïta, ocuparà uns mesos el priorat de Portaceli Posteriorment com a bisbe de la Seu d'Urgell afavorirà les cartoixes d'Escaladei i la d'Aracristi. De les seus obres destaca Libros de oración. Pere Torres serà l'escriptor més fecund de la cartoixa, l'obra del qual serà molt elogiada pels contemporanis, però que desgraciadament no se n'ha conservat cap. L'últim escriptor destacable és Joan de Madariaga, qui imprimeix a València una Vida de San Bruno i Del Senado y de su Principe (1617), les dues polèmiques per la seua preocupació política, considerarda impròpia d'un cartoixà.
En el segle xvi les fundacions de l'Orde de la Cartoixa disminuïren bastant degut a les guerres de religió, entre protestant i catòlics. Però a la Península l'activitat es va mantindre en restar al marge del conflicte religiós. Resultat d'açò és el fet que Miquel de Vera, aragonès de naixença, intervindrà en la fundació de la Cartoixa d'Aula Dei, prop de Saragossa. Una nova fundació: en 1585 el Capítol General nomena al mateix Miquel de Vera com a primer prior de la Cartoixa d'Aracristi, al Puig. Aquesta fundació es deu al llegat que deixà Elena Roig per a la fundació d'una cartoixa.
Joan Bellot amb quasi setanta anys va ser enviat pel capítol general de 1591 a Portugal com a prior de Scala Coeli d'Évora, acabada de fundar. Més tard l'arquebisbe de la ciutat proposarà a Bellot perquè es fes càrrec d'una nova fundació prop de Lisboa, a causa dels magnífics dots del Pare Bellot. Finalment tornarà a València com a prior de Valldecrist, vell i cansat, morirà allí en 1605.
Al segle següent, s. XVII, Portaceli tornarà a intervindre en la fundació d'una nova cartoixa. En aquest cas es tracta de la Cartoixa de Viaceli, prop d'Oriola. En 1648 li arriben els efectes d'una terrible pesta i el 1681 s'abandona definitivament.
En aquestos anys la crisi de la provisió de les vicaries de Llíria, Benaguasil i la Pobla de Vallbona provoquen maldecaps als monjos. Els vicaris nomenats exerceixen la cura de les ànimes dels feligresos amb completa independència del prior de Portaceli, per bé que aquest conserva el títol de rector. Tenim notícia d'aquestos fets gràcies a Joan Baptista Cervera, vicari del monestir durant 33 anys. La seua obra principal, Annales de la cartuja de Porta Coeli, és essencial per a estudiar i conèixer la vida de la cartoixa. Una de les dues parts d'aquesta obra porta inserida dues pàgines de la Bíblia Valenciana de Bonifaci Ferrer, que són les conservades a la Hispanic Society of America. Altres obres seues són Vidas de varones ilustres de Portaceli conservada a la Catedral de València o De rebus Monasterii Porta Coeli, conservada a la Facultat de Geografia i Història de València.
La segona meitat del segle xvii suposa per a Portaceli un període inestable, que igual que la resta de les cartoixes hispanes, entra en conflicte amb el govern central de l'Orde. A això s'ha de sumar el bandolerisme i delinqüència, que inclús contagia alguns del membres de la comunitat que estan més en contacte amb l'exterior.
No obstant en el mateix segle es fan obres importants. Es reconstrueix el claustre dels Tarongers, segon claustre eremític, donant-li un aspecte d'influència escorialenca. A l'església principal es fa un nou retaule barroc, amb pintures de Francesc Ribalta (gran part d'aquest retaule es conserva al Museu de Belles Arts de València). Gran part d'estances del monestir foren renovades, exceptuant el petit claustre gòtic i la capella renaixentista de Tots Sants. A banda d'això tota la cartoixa s'omplirà de pintures, hi pintaran: Lluís Pascual Gaudín i Genís Díaz, cartoixans; els Ribalta, Joan Sarinyena, Pedro Orrente, Jeroni Jacint Espinosa, Alonso Cano i Crisòstom Martínez. De tot aquest ric patrimoni artístic se'n perdé gran part, però moltes es poden veure al Museu de Belles Arts de València, a l'Ajuntament de la mateixa ciutat o al Museu del Prado.
Tota aquesta activitat són possibles per la solidesa econòmica de la cartoixa valenciana, que segueix sent bàsicament agropecuària. Això anirà canviant al llarg del segle, quan s'invertirà en la compra de cases i terres, que donen grans beneficis pel lloguer o arrendament, en contrast a les prestacions fixes dels censos emfitèutics. Portaceli, a més, es convertirà en prestador de la noblesa i dels municipis, cosa que suposa molts beneficis i pocs deutors.
En el segle xviii dos fets influiran en la vida de la cartoixa, la separació de les cartoixes espanyoles de l'obediència a Grenoble i la Guerra de Successió. Durant la guerra alguns conventuals seran partidaris de l'arxiduc Carles, se saquejarà el monestir en més d'una ocasió, tres criats moriran i el prior i altres cartoixans seran desterrats i seran acollits a les cartoixes catalanes.
Després d'aquesta turbulència, seguirà una crisi dels ideals monàstics, els dejús, les abstinències, les assistències al cor, etc., cada vegada es compliran menys. S'abusa de les llicències per malaltia per viure fora del monestir i dur una vida que no té res a veure amb l'Orde cartoixà. En aquest context sorgeix l'escabrós assumpte del "recurs dels llecs", als que es pretén inhabilitar per a representar els seus monestir en l'administració de possessions i béns. A més s'intensifica la compra de cases i terres que, mitjançant el sistema d'arrendaments, donen més beneficis que les rendes fixes.

### Edat Contemporània
Entre 1770 i 1780 es produirà la remodelació de l'església conventual, del transsagrari i la sagristia, quedant amb l'aspecte actual. la façana ara és lateral, l'acabat interior de l'església s'obra amb marbres de distints colors. Les pintures que ara cobriran les parets, la volta de l'església i del transsagrari són obra de Lluís Antoni Planes i José Camarón Boronat, tots dos pintors acadèmics.
L'any 1784 les cartoixes espanyoles se separen de l'obediència a la casa mare i es constitueix la Congregació Nacional. Poc després, quan la Revolució Francesa suprimisca els ordes monàstics la independència serà total.
El 1803 es construí el pont monumental que serveix d'entrada principal al monestir, salvant una canyada d'accentuada fondària.
A principis de segle (s.XIX) les tropes de Napoleó ocupen la península, donant lloc a la Guerra del Francés. La cartoixa de Portacoeli aportarà homes i diners contra el francés. Després de la guerra es produiran supressions i restauracions, fins que finalment el 28 d'agost de 1835, les autoritats valencianes (avançant-se dos mesos a la llei de Mendizábal) notificaran al prior l'ordre de dissolució.
Des de 1835 fins a 1943, Portaceli queda reduïda a uns edificis i terres explotades per particulars que les han comprat en subhasta. El priorat de Portaceli es dividí en tres masos; Portaceli, la Pobleta i la Torre.
En els últims anys del regnat d'Isabel II hi hagué algun intent de restauració, però quedà paralitzat amb la Primera República, no serà fins a la Restauració que s'obriran algunes cartoixes: la Cartoixa de Miraflores, la de Montalegre i la d'Aula dei.
L'any 1939, després de la Guerra Civil Espanyola, els terrenys de la cartoixa van allotjar un camp de concentració amb fins a 4.400 presos republicans. El recinte de l'antic camp de concentració és avui ocupat per l'Hospital Doctor Moliner. Es calcula que 2.238 persones van ser afusellades allà el 1939. En realitat molts dels morts al camp de Portaceli per tuberculosi van ser afusellats, segons consta en el registre civil de Serra.
Segons els testimonis orals recollits per la professora Ballester Artigues (1991) entre antics detinguts al camp de concentració provinents de la comarca de la Marina Alta, el tracte rebut allà pels "presoners de guerra" era inhumà. Un exemple d'això és que el menjar que els familiars enviaven era cremat la majoria de les vegades. El procés es duia a terme a través d'una cerimònia o ritual que consistia a treure els presoners al pati, fer-los cantar el Cara al Sol amb el braç en alt mentre presenciaven com tot el que havien rebut de les seues famílies era ruixat amb gasolina i se li calava foc entre les burles dels militars carcellers.
Portaceli tornarà a ser habitada per monjos el 1943, a conseqüència del nou règim polític instaurat per Franco. La cartoixa era propietat de la Diputació Provincial de València (des de 1931, i la cedí a l'Orde cartoixà, el qual havia de restaurar-la i conservar-la per 20 anys. Els primers nous monjos procedeixen de la cartoixa de Miraflores, a Burgos, d'aquesta manera Portaceli es reincorpora a la vida monàstica.

## Estructura

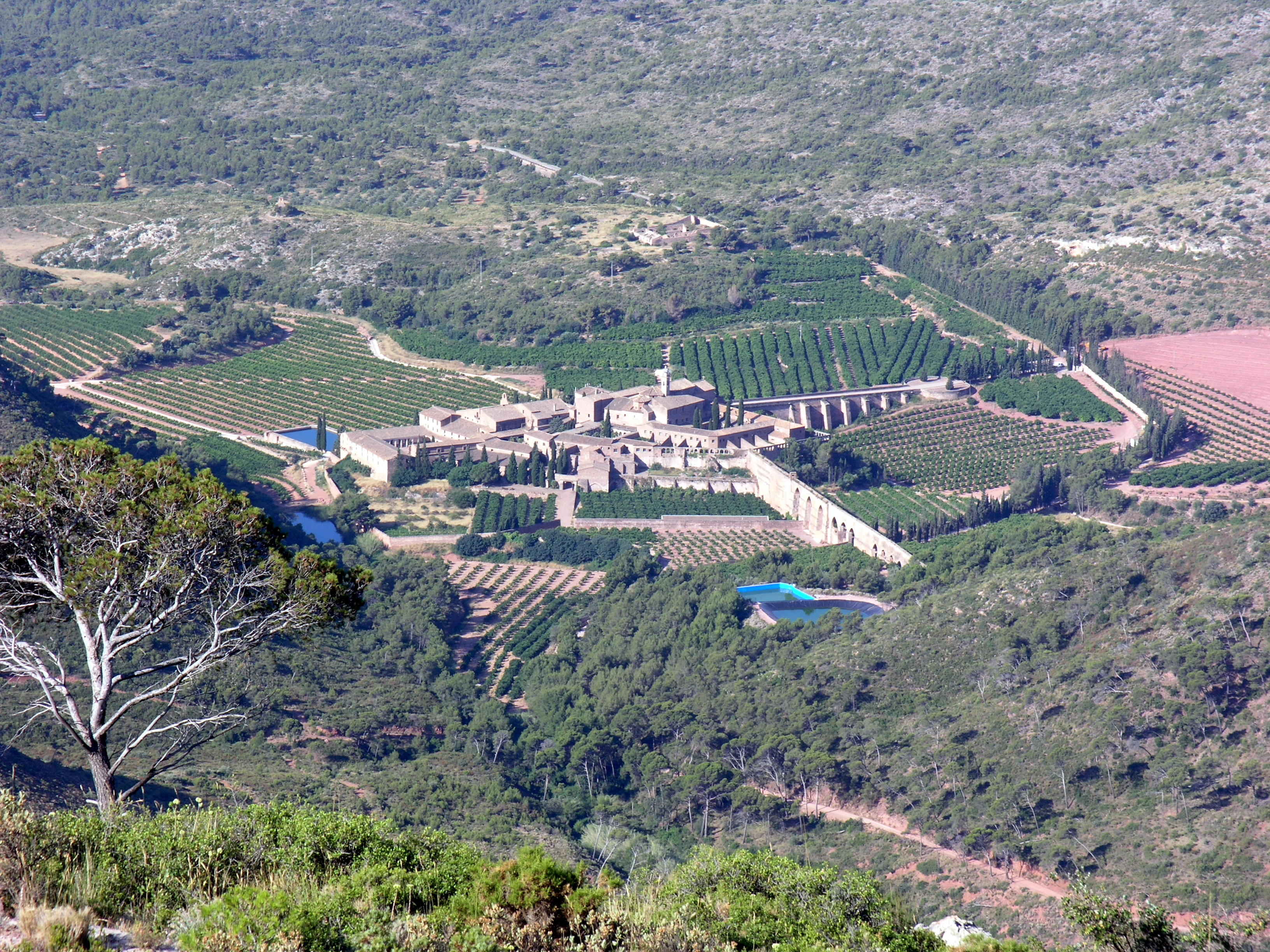
Vista de la cartoixa i els seus voltants.

Els monestirs cartoixans tenen tres parts ben definides, l'àmbit cenobític, l'eremític i el dels germans i la procura.

### Exterior de la cartoixa
- Pont d'accés: es construeix el 1803,[1] és l'última gran obra abans de l'exclaustració, està fet amb grans carreus i consta d'un sol ull de mig punt de vint-i-cinc metres de llum.

### Àmbit cenobític
- Claustret: d'estil gòtic, es construeix l'any 1478 al lloc on estava l'antic claustret del 1325. Es conserva quasi intacte. Té fines columnes de fust monolític, bas i capitells geomètrics. Aquestes columnes sostenen deu arcs apuntats i voltes de creueria sense motllures i amb claus florejades. Serveix com accés als principals espais conventuals.

- Església conventual: La primera església es construí el 1325, el 1497 s'allargaria la nau i es cobreix amb una volta de creueria de l'últim gòtic, observable encara per sota de la volta actual. Posteriorment en 1602 es construeix el transsagrari i el tabernacle.

En els deu anys que van des de 1770 fins a 1780 es remodelà completament l'església: es prolonga dos trams més, es construeix la volta de canó sota la gòtica, s'obri la portada lateral i es reforma i pinta tota la nau. La nova decoració de l'església mostra grans semblances amb l'església del Temple de València, com ara les motllures daurades dels arcs, les llunetes semicirculars amb tondos i triangles curvilinies amb garlandes als extrems, el requadre dels costats menors còncaus o la disposició dels apilastraments de la nau per allotjar entre elles pintures i relcolzades en el cadiratge del cor que recorda el presbiteri del Temple.
A la portada (realitzada l'any 1775) (de dos cossos, un d'ordre toscà i el segon jònic) hi ha estàtues obra de Josep Puchol: Sant Bru, Sant Joan Baptista i la Mare de Déu de Portaceli. L'autor de la renovació de l'església segons Orellana fou fra Tomàs de Peñarroja.
Interiorment es decorà amb marbres incloent el retaule amb les pintures de Ribalta. Les pintures de parets i voltes són d'Antoni Planes (la volta) i José Camarón Boronat (els murs). Camarón pinta cinc grans quadres sobre Sant Joan Baptista, present a l'Orde cartoixà des de la fundació. A l'altre costat altres cinc sobre la vida de la Mare de Déu, al mur dels peus pinta un gran quadre amb la Mare de Déu protectora dels cartoixans i altres quatre amb retrats dels religiosos més importants que tingué Portaceli: Bonifaci Ferrer, Francesc Maresme, Francesc d'Aranda i Joan de Nea. A l'altura de les finestres s'han representat 24 verges encapçalades per la Soledat i el Silenci, trets cartoixans. Als medallons de les llunetes s'hi representen els venerables de l'orde. A la volta les composicions són de temàtica mariana.

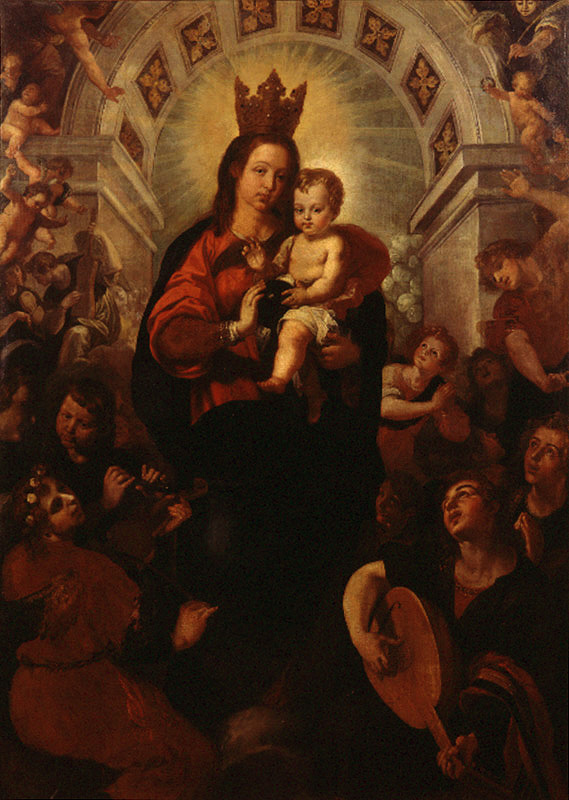
Mare de Déu de Portaceli, de Ribalta.

- Transsagrari: Creat el 1602, però remodelat els mateixos anys que l'església, al voltant de l'any 1780.[13] El seu arquitecte fou Antoni Gilabert.[14] És un espai centralitzat cobert per una petita cúpula amb tambor, i com l'església està decorat amb marbres i pintures (amb un programa iconogràfic exaltant l'Eucaristia). La seua composició decorativa és molt semblant a les capelles laterals de la catedral de València, del mateix arquitecte.[14] Varia, però, el grau de participació de les arts plàstiques, mentre que a la catedral l'escultura és la que domina, ací té més protagonisme la pintura, que ocupa altars, petxines, timpans i cúpula. Així i tot el transsagrari repeteix el disseny de pilastres i la manera d'articular parets i la coberta de les capelles catedralícies.[13]

- Sagristia: També de nova planta de 1626, on hi havia una capella gòtica, i es remodela igual que l'església a finals del s. XVIII.

- Capelles: Capella de Santa Bàrbera, antiga capella gòtica de Santa Anna, restaurada actualment. Capella de Sant Bru, situada on estava l'antic col·loqui, en el s. XVII es transformà en capella. Capella de Santa Teresa, d'origen gòtic remodelada en el XVIII.

La Capella de Tots Sants, és una de les primeres mostres del Renaixement al País Valencià. Documentada des de 1368 com a capella funerària dels Artés, la seua redecoració és de principis del segle xvi (1510). El llenguatge renaixentista cobreix l'estructura gòtica, aquesta obra fou promoguda pel prior Albert Claramunt, d'origen noble i present a Roma (entre 1480 i 1483) i vinculat a Roderic de Borja. La capella té una escala reduïda de 5 x 6 metres, amb quatre trompes, volta d'aljub o claustral de huit panys amb nervis convergents en una clau central, modelada tota a la italiana i amb voluntat centralitzadora. La decoració és una expressiva mostra del que aleshores s'entenia per fantasies hitalianes, com les petxines que revesteixen les trompes, més altres quatre planes fingides en els altres costats, volutes, gerros de relleus protuberants, temes a candelieri, putti, medallons llorejats, que recorren frisos, nervis i carcanyols; i tot posat al servei de l'exaltació funerària de la capella, amb els escuts d'armes dels fundadors (els Artés), medallons amb els profetes Isaïes i David i les sibil·les Tiburtina i Eritrea, o la clau amb la Mare de Déu i el Jesuset sobre un fons blavós d'estrelles daurades. Tot això li dona una aparença molt florentina, quasi brunelleschiana, en fer ús del guix i la pintura sobre fons blavosos. El retaule que presidia la capella es conserva al Museu de Belles Arts de València. Una còpia d'un original de Van Dyck l'ha substituït.
- Capítol: d'origen medieval ha sofert reconstruccions, sent la seua imatge actual del segle xviii. Es restaurà en temps recents el paviment amb rajoles del s. XVIII procedents del refectori.

- Refectori: Està al mateix lloc des del segle xiv, però la seua última reforma és de 1740. És l'espai de la cartoixa més gran després de l'església. Té bancs correguts i taules per al menjar comunitari, des de la trona es fan les lectures. Les rajoles són del 1724 i s'ha suprimit el cancell que separava els monjos i els conversos.

- Cuina: Com és habitual està al costat del refectori i comunicada amb aquest. La seua última construcció data del s. XVII, i és una gran sala quadrada amb un gros pilar al centre que suporta les voltes i els arcs apuntats. Té un fogó i una xemeneia grans i altres dependències que serveixen de rebost i magatzem.

- Hostatgeria: edifici de dues plantes que estava destinat a l'allotjament de persones distingides. Al pis inferior està el menjador i el locutori, al superior les habitacions dels convidats i les cel·les dels germans reboster i cuiner.

### Àmbit eremític
- Claustre del Cementeri: aquest claustre està on hi havia l'antic claustre de Santa Anna, d'estil gòtic. El que hi ha en l'actualitat és obra de Guillem del Rei, arquitecte de la ciutat de València que el començà el 1588. És de planta irregular, les seues galeries se sostenen amb 48 columnes toscanes de marbre blanc disposades en serlianes, en una composició semblant a la de la Galeria de los Convalescientes d'El Escorial, mostra ja d'un renaixement més madur.[17] La base correguda és posterior, i les voltes han hagut de restaurar-se algunes vegades posteriorment.

- Claustre des Tarongers o del Noviciat: com quasi totes les construccions del monestir és d'origen medieval, però reformat posteriorment. En aquest cas va ser reformat en 1610 amb forta influència "herreriana". La seua construcció és dirigida per Antoni Ortiz, monjo de la cartoixa que també treballarà a Vall de Crist i a Ara Christi. És un claustre sòlid, senzill i elegant, de carreus gruixuts que formen arcs de mig punt que descansen sobre pilars de secció rectangular.

- Cel·les: les cel·les es disposen al voltant dels dos claustres anteriors, la majoria han sigut reconstruïdes des de la restauració monàstica de 1943. Són petites casetes de dues plantes amb un espai d'hort o de jardí al darrere. Al claustre dels Tarongers es conserva part de la cel·la de Francesc d'Aranda.

- Cel·la prioral: ocupa el centre de tot el conjunt monàstic, situada en la intersecció dels tres àmbits. A l'interior conserva taulells amb escenes de caça, marines i campestres, procedents del sòcol que es posà al claustret durant el segle xviii.

### Àmbit dels germans i la procura

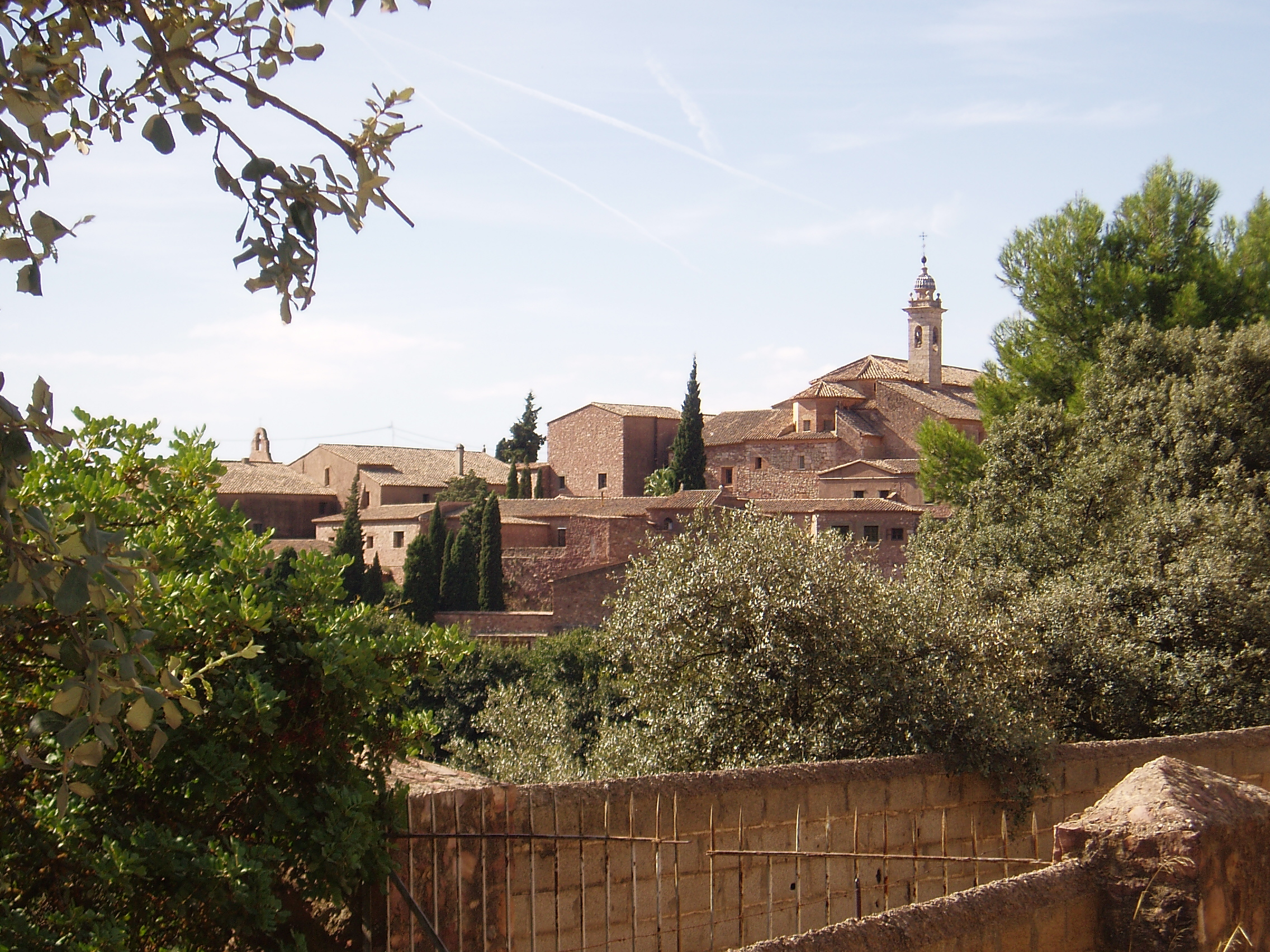
Vista de la Cartoixa de Portaceli

- Església de Sant Joan: és una de les construccions més antigues de Portaceli, és el primer edifici construït a partir de 1272. Es construí com a església conventual, però per la seua grandària fa pensar que era de manera provisional fins que se'n construirà una de nova, quedant aquesta com a capella de conversos. Seguia la tipologia d'esglésies de reconquesta, arcs de diafragma i sostre de fusta a dues aigües, però va ser restaurada el 1686. Sota seua estava el celler, avui dia reconvertit en corredor per accedir al pati d'obediències.

- Claustret de Sant Joan: és un pati menut on resten tres arcs apuntats de pedra formant un pòrtic al qual s'obrin cel·les (del procurador i dels conversos). Posteriorment al segle xvii se li superposa una galeria d'arcs escarsers sobre columnetes de fust monolític, recolzada sobre amplis arcs rebaixats, grossos pilars a les cantoneres i dues columnes al mig.

- Sala dels Arcs: també és una de les primeres construccions del segle xiii i possiblement es construí sobre una mesquita. Amb arcs diafragma que reposen directament a terra, el sostre ara és pla per a poder suportar les sales que s'han construït al damunt.

- Almàssera: gran espai que forma una unitat estructural amb l'església, tenen una cambra comuna i una mateixa teulada a doble vessant degut a les reformes del segle xvii, actualment s'utilitza com a safareig i eixugador de roba.

- Capella de santa Creu: Manada a construir per Bonifaci Ferrer, és on estava el seu magnífic retaule. És un petit espai coberta amb volta de creueria amb motllures grosses.

- Tallers, magatzems i sales d'accés: com tota aquesta zona, és del primer període, però només resta algun arc, les reformes del barroc convertiren aquestes sales en tallers i magatzems, i a sobre més cel·les per poder allotjar el nombre creixent de conversos.

- Forn-llenyera: origen al segle xiii, amb reformes posteriors per construir sales damunt per al magatzem de la farina.

- Pati d'obediències o de l'oficina del Majoral: les estances al voltant d'aquest pati són d'ús utilitari majoritàriament, i construïdes en els segles xvii i xviii, amagant les d'èpoques anteriors. S'hi accedeix per l'exterior a través de la porta de l'oficina del Majoral. Les sales que actualment s'utilitzen com a ferrereia i taller de material elèctric conserven part dels murs medievals. Al costat nord està ocupat per una galeria, antiga almàssera, i actual magatzem; al costat oriental es troben el celler (sense servei) i la cavallerissa (ara magatzem de gra i paller). En temps medievals es construí l'albarderia, una habitació per a ferramentes i estris del camps, i alguns tallers. A l'angle sud-oest del pati es construïren dependències per als criats. Aprofitant el desnivell dels terrenys s'edificaren sales espaioses per a magatzems de cereals, garrofes i llenya. Exteriorment i separat del pati es construí la ferreria i la cavallerissa de viatgers, després utilitzat com a galliner i ara en desús.

- Celler: edifici construït les primeres dècades del s. XV, format per una sala de dues naus de diferent altura i amplària, més dos petits espais ocupats pel trull i l'entrada. Coberta per voltes de canó suportades per arcs apuntats i una filera de pilars quadrangulars, tot de maçoneria.

- Aqüeducte: construït entre 1412i 1419 per a portar aigua al monestir. Salva un desnivell de 17 metres, té 200 metres de llarg i d'amplària, metre i mig. Està construït a base d'arcs apuntats de rajola i carreus, i descansen sobre gruixuts pilars. Ha tingut reparacions posteriors, que no li han llevat el seu aspecte gòtic.